# Göran Wahlenberg
Göran Wahlenberg  (Filipstad, 1 de outubro de 1780 – Uppsala, 22 de março de 1851) foi um naturalista, botânico e geógrafo sueco. A sua obra mais conhecida é "Flora svecia" (1824-1826).

## Vida
Wahlenberg se matriculou na Universidade de Uppsala em 1792, recebeu seu doutorado em medicina em 1806, foi nomeado demonstrador de botânica em 1814 e professor de medicina e botânica em 1829, sucedendo Carl Peter Thunberg. Ele foi o último titular da cadeira que no século anterior havia sido ocupada por Carl Linnaeus. Após sua morte em 1851, a cátedra foi dividida em cátedras mais delimitadas, e a botânica passou a ser a principal função do professor, então ocupado por Elias Fries.
Wahlenberg fez seu principal trabalho no campo da geografia vegetal e publicou, entre outras coisas, a Flora lapponica (1812) e outros trabalhos sobre o mundo vegetal do extremo norte da Suécia. Ele foi um dos primeiros grandes estudiosos a contribuir para a taxonomia vegetal e geografia dos Altos Tatras na Monarquia dos Habsburgos, onde realizou pesquisas em 1813 (ele também determinou elevações de montanhas, mas algumas foram posteriormente desmentidas por Ludwig Greiner). Dois dos lagos de montanha mais altos dos Tatras, agora na Eslováquia, são chamados de Upper Wahlenberg Tarn (Vyšné Wahlenbergovo pleso; elevação 2 157 m e Lower Wahlenberg Tarn (Nižné Wahlenbergovo pleso; 2 053 m) em sua memória.
Wahlenberg foi eleito membro da Real Academia Sueca de Ciências em 1808.
O gênero Wahlenbergia foi batizado em sua homenagem, como uma espécie de junco- da -floresta: Luzula wahlenbergii. Ele morreu em Uppsala.

## Trabalhos (Seleção)
- De sedibus materiarum immediatarum in plantis. Tractatio in quatour sectiones divisa.: [Akad.avh.]. Edman, Uppsala 1806 (Latein, reader.digitale-sammlungen.de – Hochschulschrift, in vier Teilen).
- Bericht über Messungen und Beobachtungen zur Bestimmung der Höhe und Temperatur der Lappländischen Alpen unter dem 67. Breitengrade. Dieterich, Göttingen 1812 (books.google.de – schwedisch: Berättelse om mätningar och observationer för att bestämma lappska fjällens höjd och temperatur vid 67 graders polhöjd Med karta och tre utsigter. Stockholm 1808. Übersetzt von Johann Friedrich Ludwig Hausmann).
- Flora Carpatorum principalium exhibens plantas in montibus Carpaticis inter flumina Waagum et Dunajetz, cui praemittitur tractatus de altitudine, vegetatione, temperatura et meteoris horum montium in genere. Vandenhöck und Ruprecht, Göttingen 1814 (reader.digitale-sammlungen.de).
- Flora Upsaliensis enumerans plantas circa Upsaliam sponte crescentes. Enchiridion excursionibus studiosorum Upsaliensium accomodatum. Upsaliae, R. Acad. Typographorum, 1820 (reader.digitale-sammlungen.de).